# Nicola Acunzo
Nicola Acunzo (Varese, 28 de julio de 1976) es un actor y político italiano.

## Biografía
Nacido en Varese de padre napolitano y madre de Cosenza, se trasladó con su familia a los 6 años a Battipaglia (Salerno), donde comenzó su carrera como actor de teatro.
Durante sus años de estudio se mudó a Roma donde trabajó en teatro y cine. Mario Monicelli tuvo un papel fundamental en su carrera cinematográfica, ya que lo incluyó en el reparto de su última película como director, La rosa del desierto, filme donde llamó la atención de Michele Placido, con quien trabajaría en El gran sueño y Vallanzasca-Los ángeles del mal y lo definió  como el nuevo "actor de carácter" del cine italiano.
En marzo de 2018 fue elegido diputado en la XVIII legislatura como miembro del Movimiento 5 Estrellas.
En marzo de 2020 el partido lo expulsó, junto con otros diputados, por su negativa a devolver parte de las asignaciones monetarias recibidas, de acuerdo con los estatutos del Movimiento 5 Estrellas.
El 15 de enero de 2021 se incorpora al grupo Mixto como miembro del Centro Democrático.

## Filmografía
- Concurso de culpa, dirigido por Claudio Fragasso (2005)
- El regreso de Monnezza, dirigido por Carlo Vanzina (2005)
- Kiss Me Little, de Roberto Cimpanelli (2006)
- Desert Roses, de Mario Monicelli (2006)
- Enemigos para la piel, dirigida por Rossella Drudi (2006)
- Manuale d'amore 2, dirigido por Giovanni Veronesi (2007)
- El gran sueño, dirigido por Michele Placido (2009)
- Sleepless, dirigida por Maddalena De Panfiliis (2009)
- Vallanzasca - Los ángeles del mal, dirigido por Michele Placido (2010)
- De pie en el paraíso, dirigido por Carlo Verdone (2012)
- Profesor Cenerentolo, dirigido por Leonardo Pieraccioni (2015)
- Los dos papas, dirigido por Fernando Meirelles (2019)
- No es Navidad sin panettone, telefilm - dirigido por Marco Limberti (2019)
- Il commissario Ricciardi, dirigido por Alessandro D'Alatri - Serie de TV (2021-en producción)